# Saison 2011-2012 du Drakkar de Baie-Comeau
 (juillet 2017).
La saison 2011-2012 est la quinzième saison sportive de l'équipe de hockey sur glace du Drakkar de Baie-Comeau, franchise de la division Telus Est de la Ligue de hockey junior majeur du Québec.

## Contexte de la saison

### Bilan 2010-2011
La saison 2010-2011 de l'équipe est, statistiquement, la pire de l'histoire du Drakkar avec seulement 12 victoires sur 68 matchs pour un total de 34 points, mais surtout une séquence de 25 défaites consécutives, 2 de moins que le record des Cataractes de Shawinigan en 1975-1976. Seul point positif de la saison : le Drakkar remporte le premier choix pour le repêchage et celui-ci est presque déjà fait : Nathan MacKinnon, un jeune joueur de 15 ans, comparé entre autres à Sidney Crosby, tous les deux originaires de Cole Harbour, en Nouvelle-Écosse.

### Été 2011 et repêchage
Les Maineiacs de Lewiston ne revenant pas pour la saison 2011-2012, un repêchage de dissolution a lieu le 3 juin 2011. La seule équipe américaine du circuit junior a été vendue à un groupe d'acheteurs qui ont pour objectif de faire revenir une équipe à Sherbrooke. Comme l’amphithéâtre de la ville doit être rénové pour accueillir une franchise, les Maineiacs sont dissous et les 22 joueurs sont dispersés au sein des autres clubs. Le Drakkar est la deuxième équipe à choisir et le club sélectionne le défenseur Samuel Carrier.
| Nom | Poste     | Échangé à     | Contre                             | Détail                  |
| --- | --------- | ------------- | ---------------------------------- | ----------------------- |
| Simon Giroux | Gardien   | Drummondville | Choix de 7e tour au repêchage 2012 |                         |
| David Bajanik | Défenseur | Rouyn-Noranda | Aucune compensation                | ---                     |
| Choix de 3e tour au repêchage 2012 | -         | Victoriaville | Antonio Mastropietro               | Gardien                 |
| Choix de 2e tour au repêchage 2011 de Bathurst et d'autres choix pour le repêchage de 2012 : 4e tour (Bathurst) et 4e et 8e tour de Rouyn-Noranda | -         | Bathurst      | Jonathan Lessard et Olivier Roy    | Ailier droit et gardien |
| Choix de 4e tour au repêchage 2011 de Rouyn-Noranda                                                                                               | -         | Québec        | Tomáš Filippi                      | Centre                  |

Le lendemain, le repêchage de la LHJMQ se déroule dans le Colisée Desjardins de Victoriaville. Après de nombreuses discussions avec la famille MacKinnon, il apparaît que le joueur ne rejoindra pas les rangs du Drakkar s'il le repêche, entre autres parce qu'il ne parle pas français. Le jeune homme ne se présente pas non plus à Victoriaville mais est tout de même sélectionné en tout premier du repêchage mais le Drakkar se voit dans l'obligation de l'échanger.
| Tour | Rang | Acquis de     | Nom                | Poste          |
| ---- | ---- | ------------- | ------------------ | -------------- |
| 1    | 1    | ---           | Nathan MacKinnon   | Ailier Droit   |
| 2    | 20   | ---           | Philippe Cadorette | Gardien        |
| 3    | 46   | Moncton       | Alexandre Ranger   | Ailier Droit   |
| 5    | 87   | Lewiston      | Miguel Caron       | Ailier Gauche  |
| 6    | 101  | Bathurst      | Maxim Côté         | Non Disponible |
| 6    | 104  | Bathurst      | Michael Gagnon     | Centre         |
| 6    | 107  | Québec        | Mackenzie Vézina   | Défenseur      |
| 8    | 128  | ---           | Samuel Landry      | Ailier         |
| 8    | 133  | Rimouski      | Mickael Fillion    | Défenseur      |
| 8    | 134  | Victoriaville | Simon Lemieux      | Gardien        |
| 9    | 146  | ---           | Robbie Graham      | Ailier Gauche  |
| 9    | 152  | Rouyn-Noranda | Jean-Michel Busque | Ailier         |

| Nom                                                       | Poste        | Échangé à     | Contre | Détail                      |
| --------------------------------------------------------- | ------------ | ------------- | --- | --------------------------- |
| Choix au repêchage 2011 (Gatineau)                        | 8e tour      | Moncton       | Choix du 8e tour au repêchage 2012 | -                           |
| Choix au repêchage 2011                                   | 6e tour      | Bathurst      | 2 choix de 6e tour au repêchage 2011 | -                           |
| Nathan MacKinnon                                          | Ailier droit | Halifax       | Carl Gélinas, Francis Turbide, un choix de 1er tour du repêchage 2012, un choix au 1er tour du repêchage 2013 et un choix de 1er tour au repêchage 2013 (Québec) | Ailier gauche, Ailier droit |
| Jason Larochelle                                          | Défenseur    | Victoriaville | Félix-Antoine Chabot | Ailier gauche               |
| Gabriel Carignan et un choix de 2e tour au repêchage 2013 | Gardien      | Québec        | Jimmy Appleby | Gardien                     |
| Simon Darveau                                             | Ailier droit | Victoriaville | Choix de 8e tour au repêchage 2013 | -                           |

## La saison 2011-2012

### Débuts de la saison
Lors du repêchage, le Drakkar s'est départi de son capitaine Simon Darveau et Félix Girard, âgé de seulement 17 ans, devient le nouveau capitaine de l'équipe.
Le Drakkar commencé sa saison en gagnant 9 de 10 premiers matchs joués et égalise ainsi un record d'équipe en en gagnant 9 matchs consécutifs à domicile. Lors de 9 victoires, le Drakkar compte 51 buts et n'en accorde seulement que 20. Pour les mois de septembre et d'octobre, le Drakkar enregistre 11 victoires en 17 matchs. On peut notamment remarquer Raphaël Bussières, Frédéric Gamelin, Alexandre Durette, Carl Gélinas et Samuel Carrier lors des 2 premiers mois de saison régulière.

### Suspension de Jonathan Lessard
Le 28 octobre, lors d'un match disputé à Québec contre les Remparts, une collision genou contre genou survient entre Jonathan Lessard et Nick Sorensen. Ce dernier ne parvient pas à quitter la patinoire du Colisée Pepsi seul, visiblement blessé au genou gauche. Après une semaine d'attente, le préfet de discipline de la LHJMQ Raymond Bolduc suspend Lessard pour 15 matchs, jugeant que la collision était volontaire. Sorensen doit subir une opération chirurgicale qui doit lui engendrer 6 mois de réhabilitation.

### Période des transactions
Après avoir connu des performances moyennes pendant les mois de novembre et décembre, la période des échanges débute au même moment que celle des fêtes. Malheureusement, ni Mastropietro ni Appleby, utilisés en alternance depuis le début de la saison, n'ont un pourcentage d'efficacité d'au moins .900, ce qui cause en partie le départ de Mastropietro vers Rouyn-Noranda après une victoire à domicile contre l'Océanic de Rimouski.
Résumé des transactions pendant la période des échanges
19 décembre 2011
| Nom                                                          | Position                  | Échangé À  | Contre | Nom                     | Position  |
| ------------------------------------------------------------ | ------------------------- | ---------- | ------ | ----------------------- | --------- |
| Mikael Langlois                                              | Défenseur                 | Cap-Breton | →      | Choix au repêchage 2012 | 7e Ronde  |
| Alexandre Durette et Choix au repêchage 2012 (Victoriaville) | Ailier Droit et 1re Ronde | Val d'Or   | →      | Jean-François Leblanc   | Centre    |
| Danny Chiasson et Choix au repêchage 2012                    | Centre et 12e Ronde       | Saint-John | →      | Choix au repêchage 2012 | 11e Ronde |

7 janvier 2012
| Nom                     | Position | Échangé À     | Contre | Nom                     | Position     |
| ----------------------- | -------- | ------------- | ------ | ----------------------- | ------------ |
| Andrew Meredith         | Centre   | Victoriaville | →      | Choix au repêchage 2013 | 6e Ronde     |
| Choix au repêchage 2013 | 3e Ronde | Cap-Breton    | →      | David Rose              | Ailier droit |
| Antonio Mastropietro    | Gardien  | Rouyn-Noranda | →      | Choix au repêchage 2013 | 5e Ronde     |

### Deuxième moitié de saison
Après le départ de Mastropietro, le Drakkar rappelle gardien de 16 ans Philippe Cadorette, des Gaulois du Collège Antoine-Girouard. Cadorette s'amène à Baie-Comeau avec d'impressionnantes statistiques, soit une moyenne de buts alloués de 2.13 et un pourcentage d'efficacité .923 en 19 matchs. Le jeune gardien à plusieurs occasions de s'amener devant la cage du Drakkar, notamment à cause des difficultés de Jimmy Appleby, mais aussi de l'équipe en général. La Division Telus-Est (Québec, Shawinigan, Victoriaville, Rimouski et Chicoutimi) étant très puissante, le Drakkar éprouve de la difficulté contre ses compagnons de division.
Plus la saison avance, plus l'équipe s'éloigne d'avoir la possibilité de l'avantage de la glace en série. Les blessures  qui surviennent en seconde moitié de saison se font ressentir. Dans les derniers droits de la saison régulière, le Drakkar connait une véritable dégringolade au classement et termine au 13e rang et dernier de la division Telus-Est. L'équipe réussit tout de même à se qualifier pour les éliminatoires pour la première fois en 3 ans, mais l'affreuse fin de saison a coûté son poste à l'entraîneur-chef Mario Pouliot, qui était en poste depuis novembre 2010. Congédié le 13 mars, alors qu'il ne reste que 3 matchs au calendrier régulier, Pouliot laisse la barre au directeur-général Steve Ahern jusqu'à la fin de la saison.
Pour la première ronde des séries, le Drakkar doit affronter les puissants Tigres de Victoriaville, meilleure offensive de la saison régulière, composée de Yanni Gourde (meilleur pointeur de la saison), Philippe Halley et Brandon Hynes (3e et 4e buteurs de la saison)

## Séries éliminatoires

### Huitièmes de finale contre les Tigres de Victoriaville
À la grande surprise, l'équipe nord-côtière remporte les 2 premiers matchs à Victoriaville 4 à 3 et 5 à 3. Le Drakkar, qui revient à domicile avec 2 victoires, se permet même d'en rajouter en remportant le 3e match 8 à 2. En 1re période, Raphaël Bussières donne un coup d'épaule à la tête de Carl-Antoine Délisle alors qu'il n'était plus en possession de rondelle. Bussières se retrouve suspendu pour 3 matchs, alors qu'il avait récolté 6 points en 3 matchs. Lors du 4e match, alors que le Drakkar mène 3 à 1 en 3e période, les Tigres marquent 3 buts sans riposte et prennent les devants, mais Jonathan Lessard égalise le pointage tard en 3e. En 1re prolongation, Lessard crée un 2 contre 1 et réussit à loger la rondelle derrière Brandon Whitney. Baie-Comeau cause la surprise générale et balaye les Tigres, eux qui avaient récolté 31 points de plus au classement et qui n'auront mené au pointage que pendant 24 secondes. Le brio de Philippe Cadorette devant le filet et la contribution offensive de David Rose, Carl Gélinas, Jonathan Lessard et Tomáš Filippi ont grandement contribué aux victoires de Baie-Comeau.

### Quart-de-finale contre les Sea Dogs de Saint-Jean
Après l'élimination des Tigres de Victoriaville, les espoirs de voir le Drakkar aller plus loin en série s’effondrent : l'équipe affrontera les détenteurs de la dernière Coupe Memorial et championne incontestée du circuit : Les Sea Dogs de Saint-Jean, eux qui ont amassé un dossier de 50-15-0-3 en saison régulière et qui venaient tout juste d'anéantir les Screaming Eagles du Cap-Breton par un pointage total de 31 à 8 en 4 matchs.
La série commence le 6 avril au Harbour Station. Le premier match est difficile pour le Drakkar, qui s'incline 9-3, alors que le pointage était de 2-2 au milieu du match. Disputé le lendemain, le 2e match est encore pire, alors que Baie-Comeau subit un revers de 10-2.
Le Drakkar revient chez lui trois jours plus tard pour le troisième engagement. Après avoir offert une performance de taille et gardé le pointage à 2-2 après 40 minutes, les Sea Dogs reprennent les devants en début de troisième. Le Drakkar ne pourra pas s'en remettre et s'incline 5-2. Le Drakkar fait face à l'élimination et donne une forte compétition aux Sea Dogs lors du quatrième match. Alors que les Sea Dogs mènent 4 à 2 en fin de troisième, David Rose redonne espoir au Drakkar de poursuivre sa série, mais Jonathan Huberdeau confirme l'élimination de Baie-Comeau en marquant dans un filet désert. La première étoile du match revient au gardien Cadorette, pour avoir repoussé 40 des 44 lancers dirigés vers lui. Le match se termine sous une ovation des 2364 partisans présents, et font un dernier adieu à David Rose, Jonathan Lessard et Sacha Guimond, les trois joueurs de 20 ans de l'équipe et possiblement à Tomáš Filippi et Lukas Cingel, (comme ils sont tous les deux des Européens de 19 ans).